# Coleoxestia lissonota
Coleoxestia lissonota là một loài bọ cánh cứng trong họ Cerambycidae.